# Tada Khandrika
Tada Khandrika es una ciudad censal situada en el distrito de Sri Potti Sriramulu Nellore en el estado de Andhra Pradesh (India). Su población es de 6123 habitantes (2011). Se encuentra a 101 km de Nellore y a 73 km de Chennai.

## Demografía
Según el censo de 2011 la población de Tada Khandrika era de 6123 habitantes, de los cuales 3066 eran hombres y 3057 eran mujeres. Tada Khandrika tiene una tasa media de alfabetización del 77,71%, superior a la media estatal del 67,02%: la alfabetización masculina es del 85,44%, y la alfabetización femenina del 70,08%.